# Khalad
Khalad war ein äthiopisches Längenmaß.
- 1 Khalad = 130 Rinnds = 65 Meter
  - 1 Rinnd = 0,50 Meter